# Kanae Itō

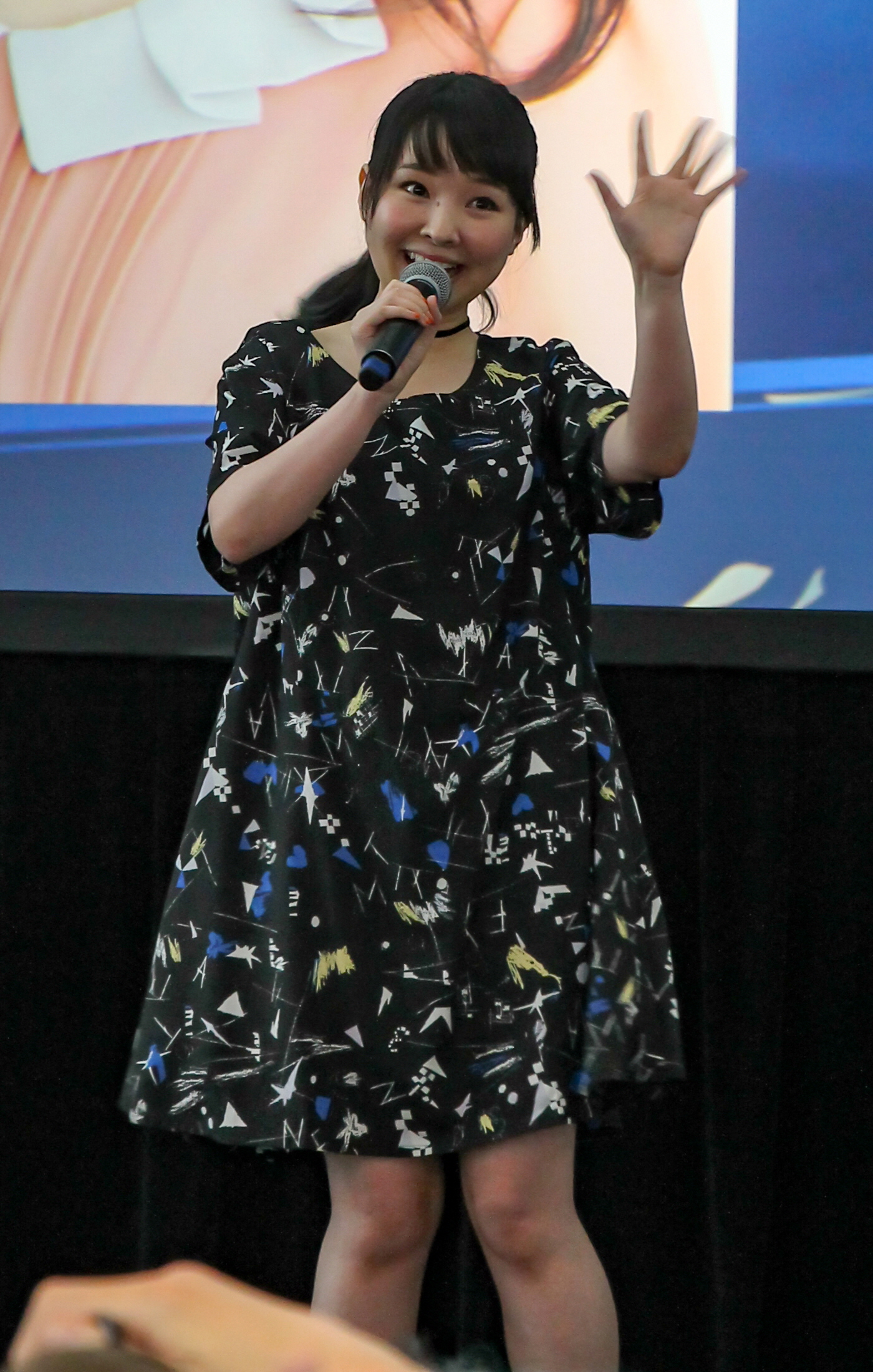
Kanae Itō (2017)

Kanae Itō (jap. 伊藤 かな恵, Itō Kanae; * 26. November 1986 in der Präfektur Nagano) ist eine japanische Synchronsprecherin (Seiyū) und Sängerin. Als Synchronsprecherin steht sie bei der Agentur Aoni Production und als Sängerin bei Lantis unter Vertrag.

## Karriere
Als Mittelschülerin bewunderte sie Junko Takeuchi in deren Radiosendung Hunter × Hunter R zum Anime Hunter × Hunter und wollte daraufhin wie diese Synchronsprecherin werden. Daraufhin begann sie nach dem Abschluss der Oberschule eine Ausbildung zur Synchronsprecherin an der Amusement Media Sōgō Gakuin (アミューズメントメディア総合学院), die verschiedene Ausbildungskurse für eine Arbeit in der Unterhaltungsindustrie anbietet, und schloss diese 2007 ab.
Während ihrer Ausbildung war sie Teil zweier kurzlebiger Synchronsprechergruppen: Koetchi (こえっち), die sich im November 2005 auflöste, und aus der im Februar 2006 die Gruppe re:l@ch:cci.. (りらちっち, Rirachitchi) gebildet wurde. Gemeinsam mit ihren Gruppenkolleginnen Yumika Ōsaka, Ayaka Ochi, Reina Kawazu, Miho Kurita und Wakana Shimazu, sangen sie den Abspanntitel zum Dorama Gekitō! Idol Yobikō (激闘!アイドル予備校), der im August 2006 als Single Peach Days (ピーチDAYS, Pīchi Days) veröffentlicht wurde, und erhielten im Rahmen eines Praktikums ihre ersten Rollen in dem Anime Bakegyamon. Kanae Itō sprach dabei die Rolle eines namenlosen Mädchens. Januar 2007 löste sich die Gruppe wieder auf.
Ihren Durchbruch hatte sie dann mit ihrer zweiten Rolle im Anime Shugo Chara!, in dem sie die Hauptrolle der Amu Hinamori sprach. Diese Serie hatte bis 2010 mehrere Fortsetzungen und Adaptionen als Computerspiele und Hörspiele. Zudem folgten weitere Hauptrollen in anderen Serien.
Hinzu kam 2009 eine Schauspielrolle in der Fernsehserie Yōjū Mameshiba und sie startete eine Gesangskarriere als Solistin beim Label Lantis. Bis Mai 2011 veröffentlichte sie fünf Singles und im November 2011 ihr erstes Album.

## Rollen (Auswahl)
| 2006 - Bakegyamon (namenloses Mädchen) – Debüt 2007 - Shugo Chara! (Amu Hinamori) 2008 - Shugo Chara!! Doki (Amu Hinamori, Diamond) - Tetsuwan Birdy: Decode (Natsumi Hayamiya) 2009 - Queen’s Blade: Rurō no Senshi (Airi) - Queen’s Blade: Gyokuza o Tsugumono (Airi) - Shugo Chara Party! (Amu Hinamori, Diamond) - Sora no Manimani (Mihoshi Akeno) - Taishō Yakyū Musume. (Koume Suzukawa) - Tetsuwan Birdy: Decode:02 (Natsumi Hayamiya) - To Aru Kagaku no Railgun (Ruiko Saten) 2010 - Asobi ni Iku yo! (Ellis) - Ōkami-san to Shichinin no Nakama-tachi (Ringo Akai) - Kami nomi zo Shiru Sekai (Elsie) - Shugo Chara Putchi Puchi! (Amu Hinamori, Diamond) - Shinryaku! Ika Musume (Sanae Nagatsuki) - Battle Spirits Brave (Plym Machina) - Mayoi Neko Overrun! (Fumino Serizawa) 2011 - Kami nomi zo Shiru Sekai II (Elsie) - Shinryaku!? Ika Musume (Sanae Nagatsuki) - Sacred Seven (Wakana Itō) - Softenni (Asuna Harukaze) - Pretty Rhythm Aurora Rising (Sprecher) - Hanasaku Iroha (Ohana Matsumae) - Boku wa Tomodachi ga Sukunai (Sena Kashiwazaki) 2012 - Mobile Suit Gundam AGE (Lu Anon) - Sword Art Online (Yui) - Pretty Rhythm: Dear My Future (Hye In, Chris Kaname) - Shining Hearts: Shiawase no Pan (Amyl) - Oda Nobuna no Yabō (Oda Nobuna) - To Love-Ru Darkness (Nana Astar Deviluke) 2013 - Boku wa Tomodachi ga Sukunai NEXT (Sena Kashiwazaki) - The World God Only Knows III (Elucia de Lut Ima) - Ro-Kyu-Bu! SS (Aoi Ogiyama) - Toaru Kagaku no Railgun S (Ruiko Saten) - Hataraku Maō-sama! (Suzuno Kamazuki, Crestia Bell) - Photo Kano (Haruka Niimi) 2014 - Ōkami Shōjo to Kuro Ōji (Shinohara Erika) 2013 - Toaru Majutsu no Index: Endymion no Kiseki (Ruiko Saten) - Hanasaku Iroha: Home Sweet Home (Ohana Matsumae) 2023 - Sailor Moon Cosmos (Sailor Mnemosyne) 2009 - To Love-Ru OVA (Nana Asta Deviluke) 2010 - Kyō, Koi o Hajimemasu (Tsubaki Hibino) - Queen’s Blade: Utsukushiki Tōshi-tachi (Airi) - T.P. Sakura – Time Paladin Sakura (Mako Mizunishi) - To Aru Kagaku no Railgun (Ruiko Saten) 2011 - Asobi ni Iku yo! OVA Special (Ellis) - Kami nomi zo Shiru Sekai OVA (Elsie) - Baby Princess 3D Paradise 0 (Rikka) - Boku wa Tomodachi ga Sukunai (Sena Kashiwazaki) 2012 - Shinryaku!! Ika Musume (Sanae Nagatsuki) - The World God Only Knows: Tenri-hen (Elucia de Lut Ima) 2008 - Shugo Chara! 3-tsu no Tamago to Koisuru Joker (Amu Hinamori, Diamond) - Shugo Chara! Amu no Niji-iro Chara Change (Amu Hinamori, Diamond) - Nazonazo & Quiz Ittō Nyūkon Qmate! (Ranma) 2009 - Queen’s Blade: Spiral Chaos (Airi) - Shugo Chara! Norinori! Chara Na-rhythm (Amu Hinamori, Diamond) - Taishō Yakyū Musume. – Otome-tachi no Seishun Nikki (Koume Suzukawa) - Tales of the World: Radiant Mythology 2 (Kanonno Earhart) 2010 - Shining Hearts (Neris, Amil, Airy) - Durarara!! 3way standoff (Chiaki Igarashi) - Himekoi (Maki Sonoda) - Pretty Rhythm Miniskirt (Rizumu Amamiya, Frau Akai) 2011 - Unchain Blades Rexx (Sylvie) - Eiyū Densetsu: Ao no Kiseki (Campanella) - Queen’s Gate: Spiral Chaos (Airi) - Shin Sangoku Musō 6 (Wang Yuanji) - T.P. Sakura – Time Paladin Sakura (Mako Mizunishi) - To Aru Kagaku no Railgun (Ruiko Saten) - Photokano (Haruka Niimi) - Bokura no Koi no Hajimekata (Aoi (?) Natsusawa) - Mother Goose no Himitsu no Yakata – Blue Label (Cecil Grace) - Mamoru-kun wa Norowarete Shimatta! – Meikai Katsugeki Wide-ban (Nowa Kinugawa) 2014 - Lightning Returns Final Fantasy XIII (Lumina) 2015 - Valkyrie Drive: Bhikkhuni (Ranka Kagurazaka) |

## Diskografie
Alben
- Kokoro Keshiki (ココロケシキ; 2011)
- Miageta Keshiki (ミアゲタケシキ, lit. "Scenery Seen Above"; 2013)

Singles
- Yume Miru Kokoro (ユメ・ミル・ココロ; 2009) – Abspanntitel zu Taishō Yakyū Musume.
- hide and seek (2009)
- Ijiwaru na Koi (いじわるな恋; 2010) – Abspanntitel zu Kyō, Koi o Hajimemasu
- Metamerism (メタメリズム, Metamerizumu; 2011) – Abspanntitel zu Shinryaku! Ika Musume
- Tsumasaki Dachi (つまさきだち; 2011) – Abspanntitel zu Softenni
- Puzzle/Beginner Driver (パズル／ビギナードライバー; 2012) – Abspanntitel zu Squid Girl
- Colors!; 2012

Hinzu kommt noch eine große Zahl an Character Songs, d. h. Stücken die sie unter dem Namen ihrer jeweiligen Rollen gesungen hat und die entweder auf separaten Singles oder den jeweiligen Serien-Soundtracks erschienen.